# Sarah Konrad
Sarah Konrad (ur. 26 sierpnia 1967 w Los Angeles) – amerykańska biathlonistka i biegaczka narciarska. Uczestniczka Zimowych Igrzysk Olimpijskich 2006.

## Wyniki

### Igrzyska olimpijskie
| Miejsce | Rok  | Miejscowość | Konkurencja                           | Strzelanie | Czas biegu | Strata   | Zwycięzca               |
| ------- | ---- | ----------- | ------------------------------------- | ---------- | ---------- | -------- | ----------------------- |
| 75.     | 2006 | Turyn       | sprint na 7,5 km (biathlon)           | 8          | 27:30.6    | +4:59.2  | Florence Baverel-Robert |
| 62.     | 2006 | Turyn       | bieg indywidualny na 15 km (biathlon) | 10         | 59:33.1    | +10:09.0 | Swietłana Iszmuratowa   |
| 32.     | 2006 | Turyn       | bieg na 30 km (bigi narciarskie)      | —          | 1:28:39.2  | +6:13.8  | Kateřina Neumannová     |
| 14.     | 2006 | Turyn       | sztafeta (bigi narciarskie)           | —          | 57:58.4    | +3:10.7  | Rosja                   |

### Mistrzostwa Świata
Biegi narciarskie
| Miejsce | Rok  | Miejscowość | Konkurencja               | Czas biegu          | Strata              | Zwycięzca           |
| ------- | ---- | ----------- | ------------------------- | ------------------- | ------------------- | ------------------- |
| 23.     | 2005 | Oberstdorf  | bieg na 10 km             | 28:40.9             | +2:13.3             | Kateřina Neumannová |
| 15.     | 2005 | Oberstdorf  | sztafeta 4x5 km           |                     |                     | Norwegia            |
| 14.     | 2005 | Oberstdorf  | sprint drużynowy 6x0,9 km | Odpadli w półfinale | Odpadli w półfinale | Norwegia            |
| 55.     | 2007 | Sapporo     | bieg na 10 km             | 27:36.3             | +3:37.9             | Kateřina Neumannová |
| 14.     | 2007 | Sapporo     | sztafeta 4x5 km           | 58:46.7             | +4:28.1             | Finlandia           |

Biathlon
| Miejsce | Rok  | Miejscowość   | Konkurencja                | Strzelanie | Czas biegu | Strata  | Zwycięzca        |
| ------- | ---- | ------------- | -------------------------- | ---------- | ---------- | ------- | ---------------- |
| 66.     | 2005 | Hochfilzen    | sprint na 7,5 km           | 7          | 25:46.7    | +3:48.1 | Uschi Disl       |
| 50.     | 2005 | Hochfilzen    | bieg indywidualny na 15 km | 8          | 1:00:05.4  | +7:27.9 | Andrea Henkel    |
| 16.     | 2005 | Hochfilzen    | sztafeta                   | 8+6        | 1:21:27.0  | +7:42.6 | Rosja            |
| 54.     | 2007 | Rasen-Antholz | sprint na 7,5 km           | 4          | 25:38.5    | +2:51.6 | Magdalena Neuner |
| LAP     | 2007 | Rasen-Antholz | bieg pościgowy na 10 km    | 7          | LAP        |         | Magdalena Neuner |

### Puchar Świata
| Sezon     | Miejsce |
| --------- | ------- |
| 2005/2006 | 86.     |